# カティーサーク

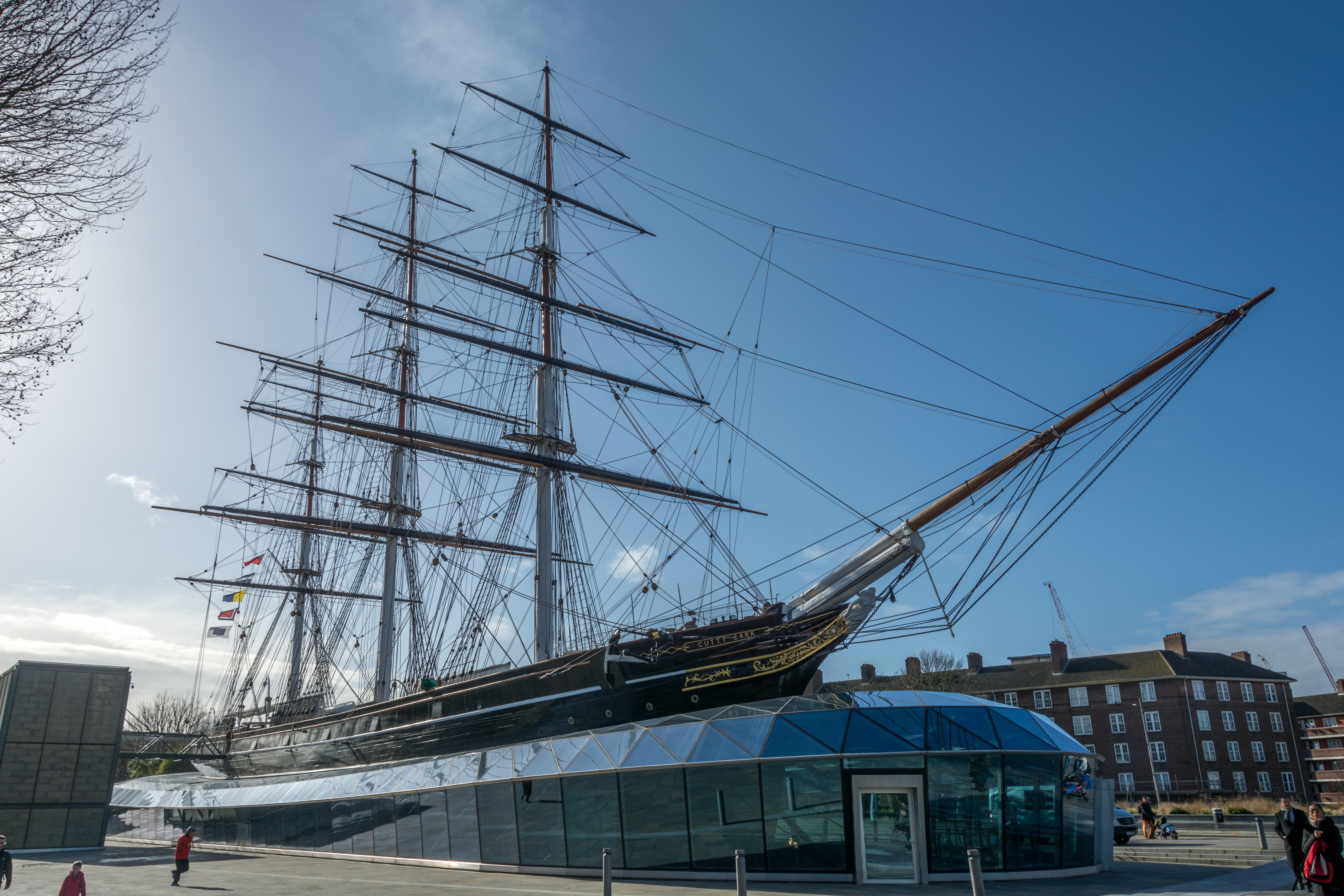
カティサーク

カティーサーク（Cutty Sark）は19世紀に建造されたイギリスの快速帆船である。カティ・サークとも表記する。
中国からイギリスまで紅茶を輸送する「ティークリッパー」として、いかに速く一番茶を届けるかを競った。しかしながら、その建造時期はスエズ運河の完成直後であり、ティークリッパーとして活躍した期間は汽船にとってかわられていく時期であったが、その後オーストラリアから羊毛輸送を行うウールクリッパーとして活躍した。
カティサークは現存する唯一のティークリッパーとしてロンドン近郊のグリニッジで保存展示されている。

## 船名の由来

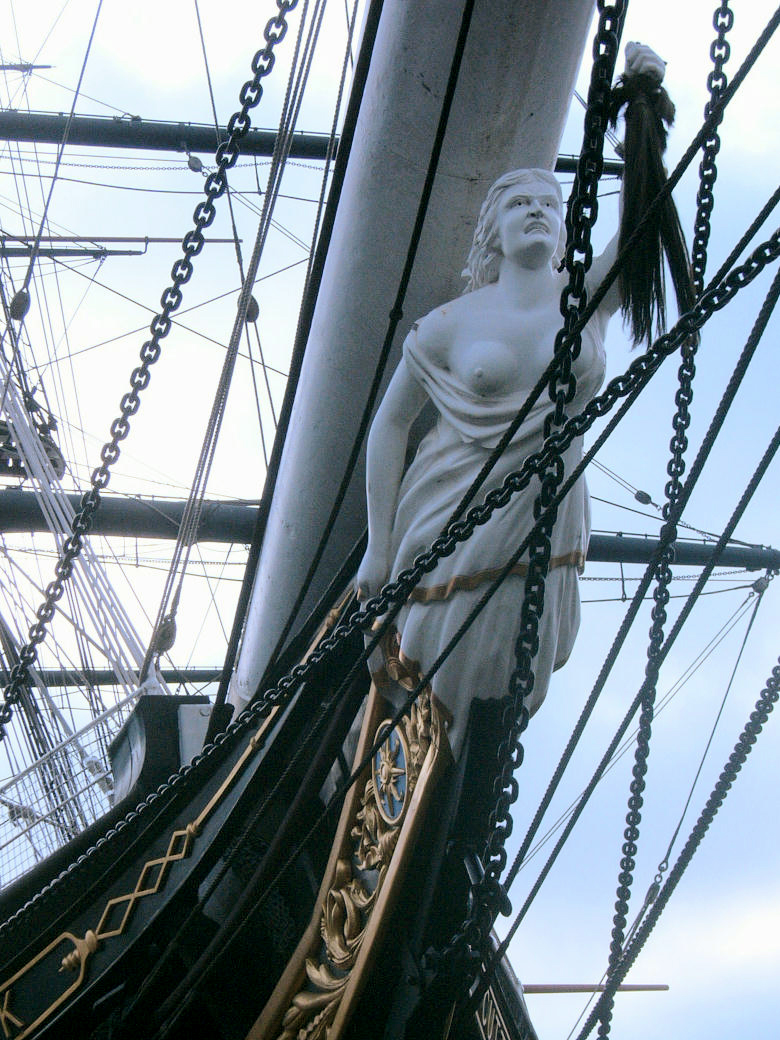
カティサークの船首像

カティサークとは、古いスコットランドの言葉で「短いシュミーズ」を意味し、ロバート・バーンズ (Robert Burns) 作の詩「タモシャンター」Tam o' Shanter からとられたものである。
農夫のタムが馬にのって家路を急いでいると、悪魔や魔法使いが集会をしているところに出くわした。そこでタムは、カティサークを身にまとった妖精ナニーに魅了され、思わず手を出そうとした。そのとたん、にわかに空が暗くなり、魔女たちがタムを捕まえようとした。タムは馬にまたがり、命からがら逃げ出した。ナニーは馬の尾をつかまえたものの、尾が抜けてしまったため、タムは逃げのびることができた。
「カティサーク」の船首像はナニーを模したもので、その手には馬の尾に見立てられたロープ・ヤーンの束が握りしめられている。また、風見鶏はカティサークを模したものである。

## 諸元
- 全長：86メートル
- 全幅：11メートル
- マスト高：15,6メートル
- 喫水（積載時）：7メートル
- 総トン数 ( gross weight )：936トン
- 帆の総面積2,972平方メートル
- 積載量：通常1,325,000ポンド ( 601,010kg ) 、最大積載量は1876年に記録した1,375,364ポンド ( 623,855kg )
- 乗員：28名

## 歴史

### ティーレース
中国とヨーロッパとの貿易を東インド会社が独占していた時代には、紅茶は18ヶ月ないし24ヶ月かけてロンドンまで運ばれてきた。この独占が1834年に終了し、中国のいくつかの港で自由貿易が出来るようになると、多くのヨーロッパの船主が中国貿易に参入してきた。とりわけ、当時イギリスの上流階級だけの高級な飲物である紅茶をいかに新鮮なまま届けるかには高い関心が集まった。最初に届けられたその年の一番茶は高値で取引され、船主や船長は莫大な利益と名誉を得ることができた。
1850年には、ついに年内に新茶が届けられた。12月3日アメリカの新鋭帆船オリエンタル号が、1500トンの新茶を積み込んでロンドンに入港し、船価の2/3にも及ぶ運賃を稼いだのである。このニュースはイギリスにとって大きな衝撃となり、このティーレースに参戦すべく、Taeping、Leander、Blackadder、Hallowe'en、サーモピレーといった紅茶輸送のための快速船ティークリッパーが多数建造された。
ティークリッパーは外洋で高速が出せるよう、通常の帆船に比べ前後に細長い形状をしていた。港湾内で小回りの利かないこのような船型が可能となった背景には、蒸気機関を備えたタグボートが普及してきたことが挙げられる。

### カティサークの誕生

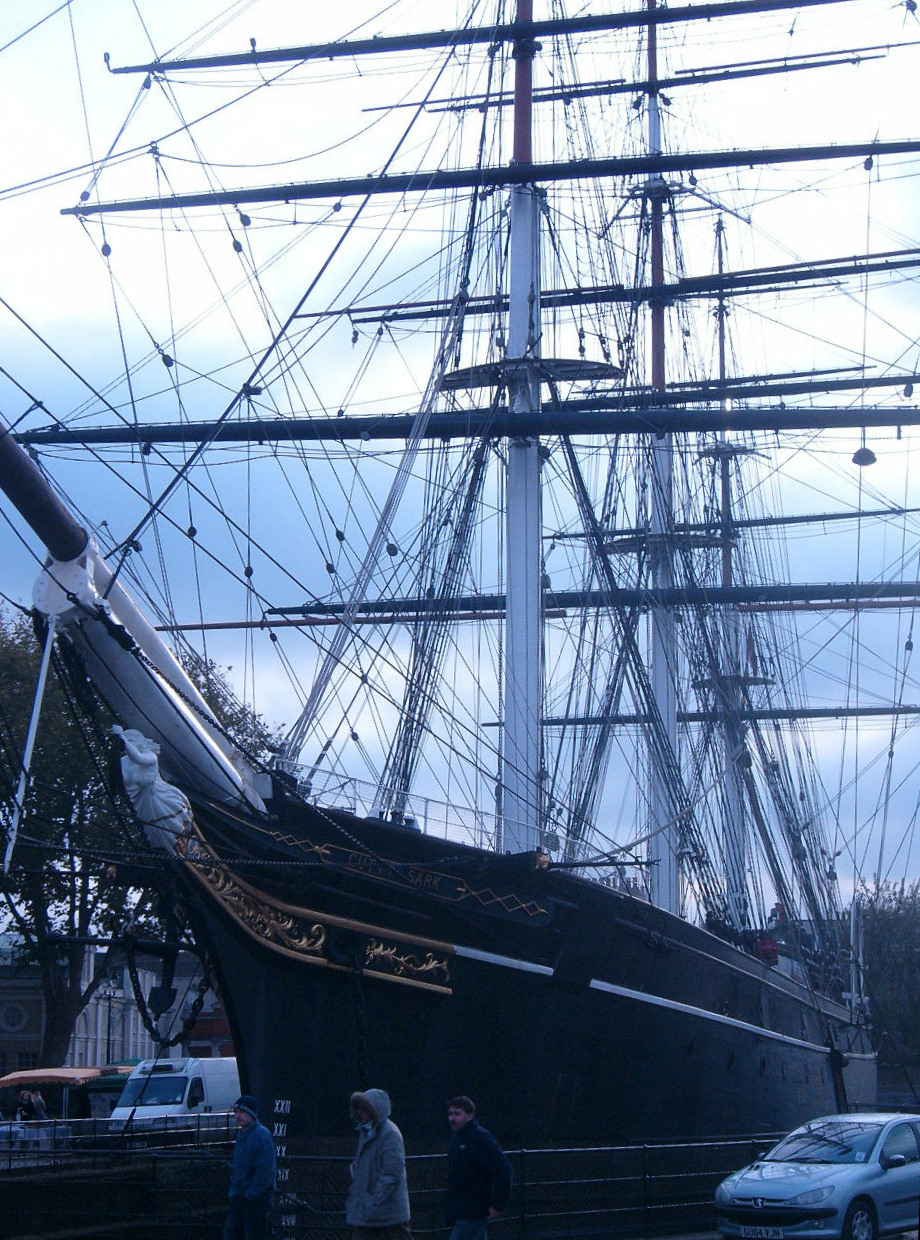
カティサーク

カティサークの最初の船主となったジョン・ウィリス ( John Willis ) は1850年代より Lammermuir、Whiteadder といったティークリッパーをティーレースに参戦させてきたが、勝利することは出来なかった。1868年、ジョン・ウィリスは、スコット・アンド・リントン 社に最速のティークリッパーの建造を依頼する。同社のハークレス・リントン ( Hercules Linton ) の設計による船体は高い安定性を有し、他のティークリッパーに比べ荒天時の取り扱いが容易であった。建造費用は35000ポンドであったが、リントンは16150ポンドという安い価格で受注し、採算を考えなかった結果スコット・アンド・リントン社は倒産することとなった。
1869年11月22日、「カティーサーク」はダンバートン ( Dumbarton ) で進水。皮肉なことに前週の11月17日にスエズ運河が開通したところであり、帆船時代は急速に終焉を迎えようとしていた。

### ティークリッパーとして
カティサークは、中国からイギリスまで107日から122日で紅茶を輸送することができた。船倉には船員専用のベッドは無く紅茶は全てブリキ製の大きな缶に詰めて湿度を乾燥する様に品質を保ち、それらを船倉の1番下の100個近く並べ置かれ船員たちはそれらの上に多くのハンモックを吊るして寝起きさせていた。船長のみが船首部分に部屋を持ったぐらいであった。とにかく品質の高いティーを1番早く運んだ船こそ良い運送費が支払えるとあり競争して成るべく短期間でインドからティーを運べば多くの利益が手に入った。その為に他の船より1日でも短い日数で着く事が大切であった。ティークリッパーとして極めて優秀な成績であったが、最短輸送期間の記録を更新することも、ティーレースに勝利することもできなかった。
1870年2月16日、ロンドンから上海へ向けて出発。船長はムーディーであった。新茶を積んで6月25日に上海を出発し、110日でロンドンに着いた。「カティーサーク」のライバルであった「サーモピリー」は福州からロンドンまで、所要106日であった。一方、汽船はより早く新茶を運んでいた。
1871年は「カティーサーク」は出遅れ、9月4日の上海出発であった。航海日数は107日であった。
1872年は「サーモピリー」との対決となった。両船共に6月17日に上海を出港。7月17日に両船はスンダ海峡に至り、インド洋では東南東の貿易風に乗って疾走した。「カティサーク」は「サーモピリー」を400海里引き離したものの8月7日には無風となり、続いて暴風雨に遭遇。8月15日、「カティーサーク」は舵を失ってしまった。仮舵が作られたが、その間に「サーモピリー」に追い抜かれることになった。結局、上海からの所要日数は「サーモピリー」より1週間多い123日であった。この航海の後、乗船していた船主の弟と舵を失った際に意見の対立が生じたことが原因でムーディー船長は辞職した。ムーディーの辞職に伴い、元船長であったムアが復帰して「カティーサーク」船長となった。
帆船は石炭を搭載する必要がないため積載量が大きく、給炭地に寄航する必要もない。また蒸気船の船体に用いられる鉄は紅茶を劣化させると信じられていたために、蒸気船が普及した後も、しばらくの間は帆船が紅茶輸送の主役であった。しかしスエズ運河の開通により、状況が大きく変化した。スエズ運河はほとんど無風であり、帆船が通過できないのである。そのため、紅茶輸送の主役も蒸気船へと移行していく。
新茶輸送の担い手が汽船に代わると、ティークリッパーはオーストラリア向けの貨物輸送を行うようになった。「カティーサーク」も11月26日にロンドンからメルボルンへ向かった。それから上海へ向かって茶を積み、1873年7月9日に上海を出発。ロンドンまでの日数は117日で、遅れて出発した「サーモピリー」にも抜かされていた。ムアは陸上の仕事に戻り、ティプタフトが次の船長となった。
12月13日にシドニーへ向け出発し、シドニーからは石炭を上海へ運んだ。それから茶を積むため漢口まで揚子江を遡行した。もはや、そうしなければならない状況になっていた。この後、1875年、1876年、1877年と茶を輸送したが、1877年が「カティーサーク」が茶輸送を行った最後の年となった。
1877年11月3日に「カティーサーク」はロンドンからシドニーへ向けて出発したが、強風のためダウンズ泊地に避難。同地で嵐の中、他船と衝突し、さらに座礁しそうにもなったがタグボートに助けられた。
12月2日に「カティーサーク」はロンドンを出発してシドニーへ向かった。同じ日に「サーモピリー」もメルボルンへ向けて出発しており、一時は8日差をつけられたものの、最終的には「カティーサーク」の方が早く目的地に到着した。シドニーからは上海で石炭を運び、それから漢口へ向かうも十分な茶を確保出ず、上海から長崎への石炭輸送に従事した。その後、ティプタフト船長が病死。一等航海士のウオリスが船長となった。シドニーから上海への石炭輸送を行った後、茶からフィリピンの産物に切り替えた他のティークリッパー同様にマニラへ向かい、ニューヨークを経て1880年3月5日にロンドンに戻った。ここに至って、ウィリスは「カティサーク」のティークリッパーとしての運用をあきらめた。

### 茶輸送の断念後
「カティサーク」にはマストを短くする改修がなされた。
1880年、アメリカ海軍からの日本へのウェールズ炭輸送の依頼があり、ウィリスもそれに「カティーサーク」を投入。石炭を積んだ「カティーサーク」は6月4日に日本へ向けて出発した。この時の乗組員にはいろいろと問題があった。航海中、一等航海士とある黒人水夫との間でトラブルが発生し、ついに一等航海士の行為によって黒人水夫が死亡する事態となった。結果、船内は反乱発生寸前な状態となった。ウオリス船長は水夫による殺害の虞からジャワ島で一等航海士をアメリカ船へと逃がした。その後、航行中にウオリスは海に飛び込み行方不明となった。この結果「カティサーク」を指揮することになった二等航海士は日本までの航海を行うには力不足であり、ジャワ島からウィリスに善後策を求めた。ウィリスは「カティサーク」のシンガポール回航を命じ、その船長には香港にいた「ブラックアダー」の一等航海士ブルースを充てた。このブルース船長およびカルカッタで乗船した一等航海士は問題のある人物で、最終的にニューヨークでの二等航海士からイギリス領事への訴えにより両者は免許取り上げとなった。
次の船長には「ブラックアダー」船長であったムア（2代目船長とは別人）がなった。「カティサーク」は油樽を積んで1882年5月4日にニューヨークを出発し、8月20日にジャワ島スマランに到着して荷揚げ。それからインドで粗糖、堅果、水牛や鹿の角などを積んで1883年6月2日にイギリスに戻った。

### ウールクリッパーとして
イギリスに戻った「カティサーク」はオーストラリアからの羊毛輸送に投入されることとなった。そのようなクリッパーはウールクリッパーと呼ばれた。7月15日にオーストラリアへ向けて出発した「カティサーク」は10月10日にニューカッスルに到着。羊毛を積んで12月28日にニューカッスルを出発し、82日間の航海で3月20日にロンドンに着いた。1884年から1885年の時は「カティサーク」のニューカッスル・ロンドン間の記録は80日であり、他船ではメルボルン・ロンドン間で「マーマラス」が87日、「ベン・クルアチャン」が91日などであった。
この後、「カティサーク」船長は「コールドストリーム」の船長であったリチャード・ウージェットにかわった。彼は優れた船長であった。羊毛等を積んだ「カティサーク」は1885年10月16日にシドニーを出港。この時は「サーモピリー」もシドニーに来ており、同船は10月18日にシドニーを出港している。この時のイギリスまでの航海日数は「カティサーク」73日に対して「サーモピリー」は80日であった。
1886年、ティークリッパーレースに未練のあったウィリスは「カティサーク」を中国へ向かわせるも積み荷の茶は得られず、結局シドニーへ向かい羊毛輸送に従事した。この年の「カティサーク」のオーストラリアからの航海日数の記録は72日であった。1887年には69日を記録している。1888年から1889年のときは86日であったが、この時は84日や85日を記録した船もあった。次の回では75日、1890年から1891年の航海では93日であった。
その後も1895年まで羊毛輸送に従事したが、1892年の時のオーストラリア行きは遅れ、翌年はアントワープへ羊毛を運んだ。

### ポルトガル船に
1895年、「カティサーク」はポルトガルのフェレイラ社へ売却され「フェレイラ」と改名された。
以後27年間に渉り、ポルトガルと南米や東アフリカの植民地との間で輸送業務に従事した。
1916年、喜望峰沖で嵐にあい、転覆を避けるためにマスト上部を切り離した。その復旧は出来ず、帆装はバーケンティンへと変えられた。　　

### 英国への帰還
1922年、イギリス人船長ウィルフレッド・ドウマン ( Wilfred Dowman ) に買い上げられ、再び「カティサーク」と改名された。また、ドウマンの補修により、3本マスト船としての姿を取り戻した。ドウマンの死後、彼の妻によってカティーサークはテムズ大学に寄贈され（1936年）航海学校 ( Incorporated Themes Nautical Training College )で練習船として使用された。1951年にカティーサークトラストに寄贈され、1954年、テムズ川に面するグリニッジに移され、保存展示されることになった。保存事業は、カティサークトラストによって行われた。ライバルのサーモピレーが1907年にポルトガル海軍の標的艦として早々と最期を迎えていたのに比べ幸運な晩年を迎えることになった。カティーサークは1957年6月25日から内部も一般公開されロンドン市民に親しまれるようになった。

### 火災事故と復元作業
同船は、長らく当地で保存公開され、多くの見学者を集めていたが、野外展示であることから痛みもあり、一時一般公開を中止し、2006年11月より2008年にかけて、2500万UKポンドを投じて大規模な修理と整備をおこなうこととし、あわせて、船の内外装を、もっとも魅力的だったとされる1869年建造当時の状態に復元すべく、その作業が開始された。
ところが、2007年5月21日、午前4時45分頃、カティサークの船体より火災が発生した。消防車8台・消防士40人が出て消火に当たったが、火は１時間半以上燃え続け、午前6時28分頃漸く鎮火するも、鋳鉄製のフレームを残して多くの部分が焼失した。旧式木造船の構造上、防水用のワックスが大量に使用されていたため木製の構造材は消失した。幸いなことに分解修理中だったこともあり、マストやデッキの木材、船首像など装飾類は既に取り外されて別の場所で修理を受けていたため、焼失は元の船体全体の10%程度、オリジナル部分の2%程度と比較的小規模で済んだとされる。しかし船首部を残すのみで全焼したという報道もあった。復元の可否を判断するには、燃え残った鉄製フレームの強度などの調査が必要とされた。出火が人気のない未明であったことから、ロンドン警視庁は不審火の疑いもあるとして捜査したが、最終的には作業現場に放置されていた掃除機の電源の消し忘れによる発火（失火）と確定された。
復元には4600万ポンドが必要とされ、英国政府が300万ポンドを支出し残りは民間からの寄付金で賄った。2012年4月25日、女王エリザベス2世によって一般公開の再開が宣言された。復元作業前の長年の乾ドックでの展示の結果、竜骨へ多大な負荷がかかり、船底の形の変形が認められたことから、船体を3m持ち上げてドックの側面からの支柱で支える形になっており、観光客は入場料を払えば船内や甲板だけでなく、船底を下から見上げることが出来る。